# 劉仕裕
劉仕裕（英語：Lau Sze Yu，1950年7月4日—），香港男性劇集監製和電影導演、前香港無綫電視戲劇組電視部監製。

## 生平
劉仕裕本為一名辦公室文書助理，後於1975年畢業於無綫電視藝員訓練班第四期而出道，同期同學例如的學員包括有：杜琪峰、黃杏秀、李國麟、梁碧玲、潘嘉德、談泉慶、賴水清、黃建勳、任達華及張美琳等等。
至1970年代開始有電視劇集演出《民間傳奇》和《獅子山下》系列等，其後，1970年代中期劉仕裕當中曾擔任演員、電視劇編導及監製，其本人是攝影發燒友，至1980年代，劉仕裕正式成為編導及晉升為監製；2002年劉仕裕約滿離開無綫電視，工作重心轉往中國大陸發展，根據黎耀祥在《雙祥見》透露他現時已移民外地。
他於無綫電視劇集期間戲劇部表示創作不少極受歡迎的電視劇，作品包括：《火玫瑰》、改編著名神話《聊齋》系列、《西遊記》系列、《封神榜》和鄉土劇《茶是故鄉濃》、《酒是故鄉醇》，劉仕裕曾在電影及電視劇中，於他監製的電視劇當中，曾經捧紅了不少演員，包括有溫碧霞、林家棟、佘詩曼、張衛健、江華及陳浩民等人合作。

## 編導列表

### 電視劇 (無綫電視)
- 1980年：《離別鈎》
- 1980年：《千王之王》
- 1981年：《流氓皇帝》
- 1982年：《萬水千山總是情》
- 1982年：《蘇乞兒》
- 1983年：《射鵰英雄傳》
- 1984年：《鹿鼎記》

## 助理編導列表

### 電視劇 (無綫電視)
- 1976年：《點只咁簡單》（與陳家蓀合作）

## 監製列表

### 電視劇 (無綫電視)
- 1985年：《拆擋拍檔》
- 1986年：《愛情全盒》
- 1986年：《狄青》
- 1986年：《英雄故事》
- 1987年：《大運河》
- 1987年：《天狼劫》
- 1988年：《兵權》
- 1989年：《富貴流氓》
- 1991年：《黃土恩情》
- 1991年：《怒海孤鴻》
- 1991年：《命運快車》
- 1992年：《火玫瑰》
- 1994年：《新重案傳真》
- 1995年：《情濃大地》
- 1996年：《聊齋》
- 1996年：《西遊記》
- 1998年：《聊齋（貳）》
- 1998年：《西遊記（貳）》
- 1999年：《茶是故鄉濃》
- 2001年：《封神榜》
- 2001年：《酒是故鄉醇》
- 2002年：《紅衣手記》（2007年翡翠台首播）

### 電視劇 (其他)
- 2004年：《歡樂桑田》（銀都機構及上海春草牛文化傳播製作）
- 2007年：《皇上二大爺》
- 2009年：《東邊西邊》（亞洲電視）
- 2011年：《抗日奇俠》

## 演出列表

### 電視劇 (無綫電視)
- 1971年-1973年：《雙星報喜》
- 1974年-1977年：《民間傳奇》

### 電視劇 (香港電台)
- 1970年代：《獅子山下》

## 電影導演列表
- 1984年：《新飛狐外傳》(邵氏公司版本)
- 1985年：《少年蘇乞兒》
- 1989年：《鬼媾人/最佳損友闖鬼屋》
- 1989年：《嘩鬼有限公司》
- 1990年：《師兄撞鬼》
- 1990年：《嘩鬼住正隔籬/與鬼同房》
- 1990年：《阿修羅》
- 1992年：《嘩鬼旅行團》

## 外部連結
- 無綫電視藝員訓練班